# Lathochlora inornata
Lathochlora inornata là một loài bướm đêm trong họ Geometridae.